# El Valle Altu de Peñamellera
El Valle Altu de Peñamellera (en castellà Peñamellera Alta) és un conceyu de la Comunitat Autònoma del Principat d'Astúries. Limita al nord amb Llanes, a l'oest amb Cabrales, a l'est amb Peñamellera Baja i al sud amb Cantàbria.
Amb una superfície total de 92,19 km², sent les localitats d'Alles (Capital), Llonín i Mier les quals major nombre de persones concentren. Les regionals AS-114 i l'AS-345, configuren les seves dues principals vies de comunicació. És una comarca molt bé definida pels accidents geogràfics, que serveixen de límit amb altres terres. Així, limita amb Llanes a través de la Serra de Cuera, avui espai protegit, integrat, en part, en l'anomenat Paisatge Protegit de la Sierra del Cuera, sent la seva altura màxima de 1.315 metres en el Pic Turbina. Amb Cantàbria actua de límit els Pics d'Europa, els més destacats accidentalment parlant, sent la Tajadura la seva altitud màxima amb 1.446 metres. Per la seva banda oriental és el mític pic Peñamellera (765 metres) el qual divideix a l'alta de la baixa. Finalment per l'oest els límits els formen la gola del riu Cares i les valls de Rozagas i Arangas.

## Hidrografia
De la seva xarxa hidrogràfica destacarem els rius Jana, Rubo, el dels Molins, el de Besnes, el Candaliega, la Molinuca i sobretot el Cares que banya ambdues Peñamelleras i en el qual podem gaudir d'unes rutes estupendes. Poden diferenciar-se tres zones dintre del conceyu ben clares: una primera que seria la situada en els contraforts de la serra d'Andara en els Pics d'Europa. Una segona contigua a l'anterior que discorre per la zona central en la vall del Cares, i finalment tenim la comarca norteña que faldeja la serra del Cuera i que va des de Rozagás a Llonín. Respecte al clima direm que és diferent segons la zona en la qual ens trobem, sent molt més suau i benigne en el nord que en el sud, tenint hiverns freds i duradors i estius curts i càlids.

## Vegetació
Quan la seva vegetació també hi ha una gran varietat podent contemplar zones de bosc tancat, pins, xiprers, fajos, bedolls, nogueres, castanys, pereres, pomeres i quantitat d'herbes medicinals com àrnica, salvia, artemisa, camamilla o titímal. La seva fauna era de gran importància amb espècies com l'os, el urogall, o el cérvol que pràcticament s'han extingit, quedant altres com cabirols, rebecos, jabalís i llops en el mateix perill. El que podem dir que es manté són les truites que es troben als seus rius.

## Capital
Alles és la capital de Peñamellera Alta des de 1869, any en el qual es va acordar la partició de les dues Peñamelleras. És el nucli més poblat i posseïx un interessant patrimoni monumental i artístic com són l'església parroquial i diverses casones indianes. També són de destacar les belles panoràmiques que ens oferix, mostrant-nos uns paisatges ideals per a gaudir totalment d'ells.

## Evolució demogràfica
A pesar de l'emigració ultramarina de començaments del segle xx, no fou fins a la dècada dels 50 i 60 d'aquest segle quan apareixen els veritables problemes demogràfics amb l'emigració de moltes persones del conceyu al centre industrial de la regió i a Europa. És durant aquesta etapa quan la població descendeix de 2.273 habitants de 1940 a les 718 persones comptabilitzades en l'últim padró. Actualment són esporàdiques les sortides que es fan, sent el lloc triat la veïna comarca de Llanes gràcies a les oportunitats que allí oferix el sector hosteler. Tot això ens presenta unes estructures demogràfiques on es comença a notar un envelliment de la població, encara que la relació entre sexes es troba bastant bé repartida. Totes les parròquies mostren pèrdues en la població, sent les de Oceño i Caraves amb més del 50%, les quals més retrocedeixen, i la de Rozagás la qual menys amb un 10%, deixant-nos actualment una densitat de població d'entorn de 9,4 habitants/km².
Quant a la contribució dels diferents sectors en l'ocupació local podem afirmar que la ramaderia segueix centrant l'activitat econòmica de la comarca proporcionant un 55,5% de l'ocupació total. En total existeixen al voltant de 1.800 caps de bestiar de les quals la majoria corresponen a la cabanya bovina. Com activitat derivada de la producció Làctia, és important en la zona, l'elaboració artesanal de formatges. El sector secundari i el de la construcció originen un total del 13,10% sent aquesta última activitat la qual major nombre d'ocupacions genera. Finalment, cal dir que el sector terciari ocupa a un 31,4% de la població, sent la branca del comercia la qual oferix més llocs de treball, creient-se que aquest segueixi creixent gràcies a la implantació d'un turisme rural i actiu que potenciï la comarca.

## Parròquies
| - Alles - Cáraves | - Llonín - Mier | - Oceño - Rozagás | - Ruenes - Trescares |

## Història
Separada de la seva veïna la Baja en 1869, Peñamellera Alta va compartir destinació històrica amb aquesta i amb el conceyu de Ribadedeva, sent aquests territoris apartats del territori astur el 1230, per a ser retornats a la seva jurisdicció en 1833. Les primeres mostres humanes que apareixen a Peñamellera pertanyen a l'art parietal del Paleolític superior, sent trobades en diverses coves com la de Coimbre, Subores i sobretot la de Llonín, en la qual podem admirar gravats i figures de diferents animals com cavalls, cérvols, bisons. També hi ha signes i fins a una representació humana femenina. De l'època neolítica són les troballes oposades en la Portilla vora de Turbina, en la qual es van trobar restes ceràmiques i un túmul.
De l'edat del bronze és una punta d'una llança descoberta en Trescares així com diferents materials oposats en Llonín i Coimbre. No es troben descobriments que ens mostrin una mica de l'època prerromànica i romànica. Del període de la monarquia asturiana es creu que pertanyen els descobriments oposats sota temple de San Pedro de Plecín i que segons sembla corresponia a altra església. La primera prova documental de Peñamellera data de 1032, data en la qual es permutaren els comtes de Piniolo i Aldonza i el rei Beremund III de Lleó territoris cedint els primers la meitat de Peñamellera. Després d'incorporar totalment el territori al regne, el monarca Ferran II va desposseir a Astúries d'aquestes zones per a incloure-les en el regne de Lleó encara que eclesiàsticament encara depengués del bisbat d'Oviedo.
En 1340 el rei Alfons XI de Castella atorga al poble de Peñamellera el fur pel qual les gents del conceyu podien nomenar als seus representants sense haver d'acudir als emplaçaments de Santillana. Apareixen en aquest moment diversos poders senyorials com els d'Aguilar, que van ostentar el senyoriu de Peñamellera. Aquesta senyorialització va portar aconsegueixo l'aparició de torres senyorials i la patrimonialització dels càrrecs públics. En aquest període es parla per primera vegada de la intenció de dividir la vall en dues unitats administratives, l'alta vall i el baix. En l'edat moderna la vall de Peñamellera formava part de la mancomunitat de les cinc valls de la comarca de Burgos.
Entre 1514 i 1522 va formar part junta amb San Vicente de la Barquera d'una jurisdicció independent. En 1749 va ser agregat a la intendència de Burgos i Bastón de Laredo, i va estar present en 1778 en la formació de la província de Cantàbria. Les activitats ramaderes i agricultores van estar presents en la vida del conceyu històricament, quedant eximides les seves gents dels impostos derivats de la venda del bestiar gràcies a un privilegi que els va ser concedit per Carles II. A partir del segle xviii se celebra en Ruenes la fira ramadera de Jana. La capital de la vall s'establia en la seva cueto baix, a Abándames. Cada cueto, l'alt i al baix tenien un regidor, un jutge noble per a cadascun i altre per a la vall en general. En la vall alta, el càrrec de jutge noble era ostentat des del segle xiv pels membres senyorials de Escandon, Cossio, Mier, i Trespalacios, sent aquests desposseïts de tal privilegi en 1603.
La vall va sofrir també les conseqüències de la guerra de la independència sent ocupat per tropes franceses en 1809 i 1810. En 1833 es retornen els terrenys a territori asturià, i comencen a aparèixer les discussions per a la capitalitat del mateix entre Alles i Abándames. En 1869 es divideix la vall en dues, quedant Alles com a capital de la vall alta. Aquesta etapa va ser una època d'emigracions de joves a ultramar, el que es va traduir després en immenses riqueses traduïdes en enormes casones indianes, carreteres, camins, etc.
El segle xx va estar marcat per la guerra civil espanyola sent la vall escenari de cruents i dolorosos combats, acabant aquí els enfrontaments el 10 de setembre de 1937, amb l'entrada en la zona de les tropes navarreses en col·laboració de la legió Còndor. Durant la postguerra foren vistos pel conceyu diversos guerrillers refugiats en les muntanyes dels Pics d'Europa.